# Peč (gora)
Peč (nemško Ofen, italijansko Monte Forno) je 1510 m visoka gora na tromeji med Slovenijo, Avstrijo ter Italijo. Nahaja se nedaleč od Rateč ter Podkloštra v Avstriji. Na avstrijski strani se nahaja smučišče.